# 児島善兵衛
児島 善兵衛は日本の武術家である。気楽流12世師範。名は信将。

## 経歴
児嶋氏は代々旗本跡部氏の領地である上州那波郡宮子村（現在の群馬県伊勢崎市宮子町）の庄屋、名主で、百姓身分であったが、不在領主に代わって、徴税行政管理等の領地農村の庶務雑務をおこない、代わりに、苗字帯刀を許されていた。
児嶋善兵衛（金左衛門）は幼少より剣術を好み、気楽流の飯塚臥龍斎に入門して鍛錬刻苦の末に妙術を得た。
関東取締出役岩鼻代官の吉川栄左衛門貞寛の配下で公儀を助け、賊の内藤右金太を捕縛した。
上州佐位郡阿弥大寺村（現　群馬県伊勢崎市阿弥陀寺町　日光例幣使街道）にて賊　内藤右金太は大刀を抜て抵抗し、吉川信将は右手巨指を切り落とす大怪我を追うが、児島や五十嵐金弥の助力により、遂に右金太を捕えることができた。その褒賞として公儀白銀若干を賜る。和歌をたしなみ、辰巳庵と号し六十二歳にして没する。